# Кольонія-Бондкув
Кольонія-Бондкув (пол. Kolonia Bądków) — село в Польщі, у гміні Ґощин Груєцького повіту Мазовецького воєводства.
Населення — 97 осіб (2011).
У 1975-1998 роках село належало до Радомського воєводства.

## Демографія
Демографічна структура станом на 31 березня 2011 року:
|          | Загалом | Допрацездатний вік | Працездатний вік | Постпрацездатний вік |
| -------- | ------- | ------------------ | ---------------- | -------------------- |
| Чоловіки | 45      | 12                 | 30               | 3                    |
| Жінки    | 52      | 10                 | 30               | 12                   |
| Разом    | 97      | 22                 | 60               | 15                   |